# Megastart
Megastart este primul album al cântărețului Cătălin Josan. El cuprinde 11 piese.
| Nr. | Numele piesei                   | Interpretare cu | Durată |
| --- | ------------------------------- | --------------- | ------ |
| 01 | Ugly Song                       | -               | 03:30  |
| 02 | Big Brown Eyes                  | Maria Marinescu | 03:19  |
| 03 | Vrei, nu vrei (ești doar a mea) | -               | 03:56  |
| 04 | Veronica Demonica               | -               | 03:37  |
| 05 | Oglinda mea (Run Away)          | -               | 03:53  |
| 06 | Ăsta nu sunt eu                 | -               | 03:49  |
| 07 | When We're Together             | -               | 04:05  |
| 08 | Nothing More To Say             | Elena Moroșanu  | 03:38  |
| 09 | Preludiu pentru pian            | -               | 01:58  |
| 10 | Între noi                       | -               | 04:03  |
| 11 | Copacul                         | -               | 04:20  |
| Piesele lansate ca single-uri sunt colorate în roz persan. Piesele participante la Selecția Națională 2008 sunt îngroșate. |                                 |                 |        |

## Lansare
Albumul Megastart a fost lansat pe data de 30 octombrie 2007. Petrecerea organizată cu ocazia lansării s-a ținut în clubul Pat, unde Cătălin a reușit să creeze o atmosferă caldă și primitoare, întâmpinându-și personal fiecare invitat și fan. Punctul culminant al serii a fost concertul live susținut de Cătălin. Invitații au avut ocazia să asculte în premieră piesele de pe albumul său de debut, un album al cărui producător executiv este Marius Moga. Fanele lui Cătălin l-au așteptat ore în șir pentru autografe și poze, iar Cătălin le-a răsplătit eforturile petrecând o bună parte a serii în compania lor, răspunzându-le la toate întrebarile și făcând fotografii.